# Сергієнко Ігор Володимирович
Ігор Володи́мирович Сергіє́нко (22 травня 1984, м. Сновськ, Чернігівська область — 22 вересня 2014, м. Київ) — солдат, кулеметник стрілецької роти 41-го батальйону територіальної оборони «Чернігів-2» Збройних сил України, учасник російсько-української війни.

## Життєпис
Народився 22 травня 1984 року в тодішньому місті Щорс. Згодом родина перебралась до Городні, де, в 2001-му році, закінчив загальноосвітню школу № 2.
У 2001—2002 роках проходив строкову службу в лавах ЗСУ водієм бронетранспортера в смт Десна, в 169 навчальному центрі Збройних сил України.
Мобілізований 15 травня 2014 року Городнянським районним військовим комісаріатом. Служив кулеметником 1-го стрілецького відділення 3-го стрілецького взводу стрілецької роти 41-го батальйону територіальної оборони Чернігівської області «Чернігів-2» (військова частина польова пошта В3137). Учасник Антитерористичної операції на сході України з 2014 року.
14 вересня 2014 року отримав тяжке поранення під час бою біля міста Дебальцеве Донецької області. Помер 22 вересня 2014 року в Головному військово-медичному клінічному центрі у Києві.
Похований на цвинтарі в Городні 24 вересня 2014 року. Самотніми залишились дружина та донька.

## Нагороди та вшанування
За особисту мужність і героїзм, виявлені у захисті державного суверенітету та територіальної цілісності України, вірність військовій присязі під час російсько-української війни, відзначений — нагороджений
- 18 квітня 2019 року — орденом «За мужність» III ступеня[2].
- 8 травня 2015 року на будівлі Городнянської загальноосвітньої школи № 2 встановлена меморіальна дошка[3] та встановлено пам'ятний знак на міській Алеї Героїв[4].
- 30 листопада 2021 року — Почесна відзнака Чернігівської обласної ради «За мужність і вірність Україні»[5].
- Його портрет розміщений на меморіалі «Стіна пам'яті полеглих за Україну» у Києві: секція 4, ряд 8, місце 16